# Liste der Staatsoberhäupter 252
Übersicht
◄◄ | ◄ | 248 | 249 | 250 | 251 | Liste der Staatsoberhäupter 252 | 253 | 254 | 255 | 256 | ► | ►►

Weitere Ereignisse

## Afrika
- Aksumitisches Reich
  - König: Sembrouthes (ca. 250)

- Römisches Reich
  - Provincia Romana Aegyptus
    - Präfekt: Faltonius Restitutianus ((250/251–)252)
    - Präfekt: Lissenius Proculus (252/253; wohl kommissarisch)

## Asien
- Armenien
  - König: Trdat II. (217–252)
  - sassanidischer Statthalter: Hormizd I. (252–270)

- China
  - Norden
    - Kaiser: Cao Fang (239–254)

  - Südwesten
    - Kaiser: Liu Shan (223–263)

  - Südosten
    - Kaiser: Sun Quan (229–252)
    - Kaiser: Sun Liang (252–258)

- Iberien (Kartlien)
  - König: Mirdat II. (249–269)

- Indien
  - Vakataka
    - König: Vindhyashakti (248–284)

- Japan (Legendäre Kaiser)
  - Kaiserin: Jingū (200–269)

- Korea
  - Baekje
    - König: Goi (234–286)

  - Gaya
    - König: Geodeung (199–259)

  - Goguryeo
    - König: Jungcheon (248–270)

  - Silla
    - König: Cheomhae (247–261)

- Sassanidenreich
  - Schah (Großkönig): Schapur I. (240/242–270)

## Europa
- Bosporanisches Reich
  - König: Rheskuporis IV. (242/243–275/276)

- Römisches Reich
  - Kaiser: Trebonianus Gallus (251–253)
    - Konsul: Trebonianus Gallus (252)
    - Konsul: Volusianus (252)